# Ганс Екерманн
Ганс Екерманн (нім. Hans Eckermann; 30 травня 1905, Берлін — 30 березня 1985, Гамбург) — німецький офіцер-підводник, фрегаттен-капітан крігсмаріне.

## Біографія
1 квітня 1925 року вступив у рейхсмаріне. З 1 лютого 1936 року — командир підводного човна U-20, з жовтня 1937 по грудень 1939 року — 3-ї, з вересня 1939 року — 1-ї флотилії підводних човнів, з 1 листопада 1940 року — U-A, з 14 лютого 1942 року — 8-ї (навчальної) флотилії. З січня 1943 року займав різні штабні посади, 11 місяців служив в командуванні підводних човнів у Норвегії. Після війни потрапив в британський полон. 20 липня 1945 року звільнений.
Всього за час бойових дій здійснив 4 походи (загалом 193 дні в морі), 8 березня 1941 року потопив 1 корабель — британський торговий пароплав Dunaff Head водотоннажністю 5 258 брт, навантажений баластом. 5 із 44 членів екіпажу загинули.

## Звання
- Кандидат в офіцери (1 квітня 1925)
- Фенріх-цур-зее (1 квітня 1927)
- Обер-фенріх-цур-зее (1 червня 1928)
- Лейтенант-цур-зее (1 жовтня 1929)
- Оберлейтенант-цур-зее (1 квітня 1931)
- Капітан-лейтенант (1 вересня 1935)
- Корветтен-капітан (1 січня 1940)
- Фрегаттен-капітан (1 березня 1944)

## Нагороди
- Медаль «За вислугу років у Вермахті» 4-го і 3-го класу (12 років)
- Залізний хрест 2-го класу (19 березня 1941)
- Нагрудний знак підводника (26 квітня 1941)